# Jennifer Nicole Lee
Jennifer Nicole Lee (nacida el 13 de junio de 1975 en Rochester, Nueva York) es una modelo de fitness, actriz, oradora motivacional, y escritora estadounidense. Es conocida por haber perdido más de 30 kg y comenzar una carrera como una gurú fitness después de haber tenido dos hijos.

## Trabajos publicados
Cada uno de sus e-books se vende en su correspondiente página web: "Crack the Code", "The Fitness Model Program", "The Sexy Body Diet", "101 Things Not To Do If You Want to Lose Weight", "Get Fit with JNL", "Get Fit Now With JNL",y "The Bikini Model Diet."
Lee también protagoniza la serie de fitness en DVD “Fabulously Fit Moms”. Las series, comenzaron en 2007 con "The New Mom Workout", "Total Body Workout", "Lower Body Burn" y "Super Energized Workout." En 2008 se realizaron otros dos nuevos títulos, "Upper Body Blast" y "Sleek and Sexy Workout".
Su primer libro impreso fue The Mind, Body & Soul Diet: Your Complete Transformational Guide to Health, Healing Happiness, publicado el 1 de enero de 2010.. El segundo libro de Jennifer Nicole Lee se titula "The Jennifer Nicole Lee Fitness Model Diet: JNL's Super Fitness Model Secrets to a Sexy, Strong, Sleek Physique"..  Además ha realizado un libro de cocina titulado "The Jennifer Nicole Lee Fun Fit Foodie Cookbook."

## Galería

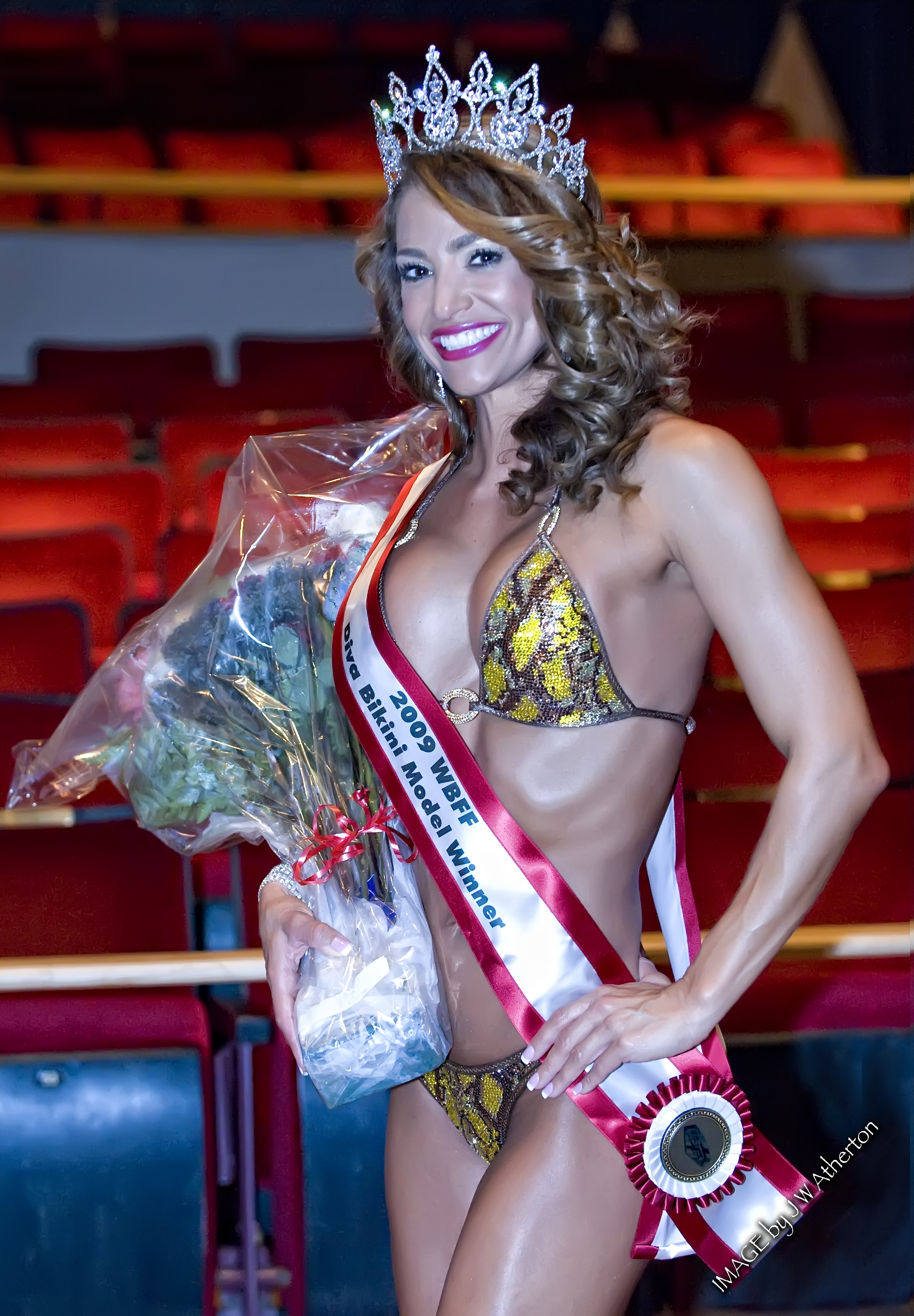
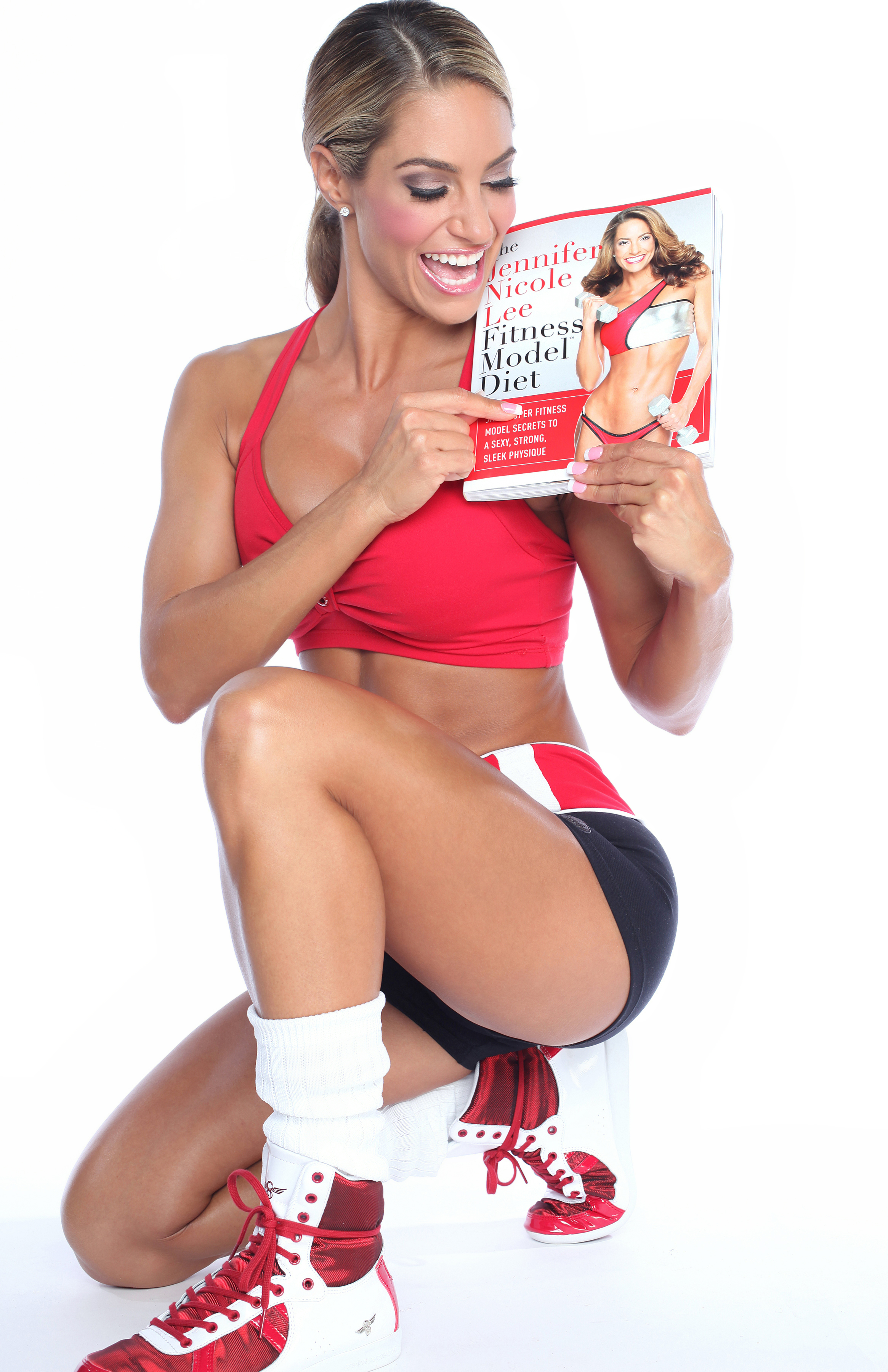
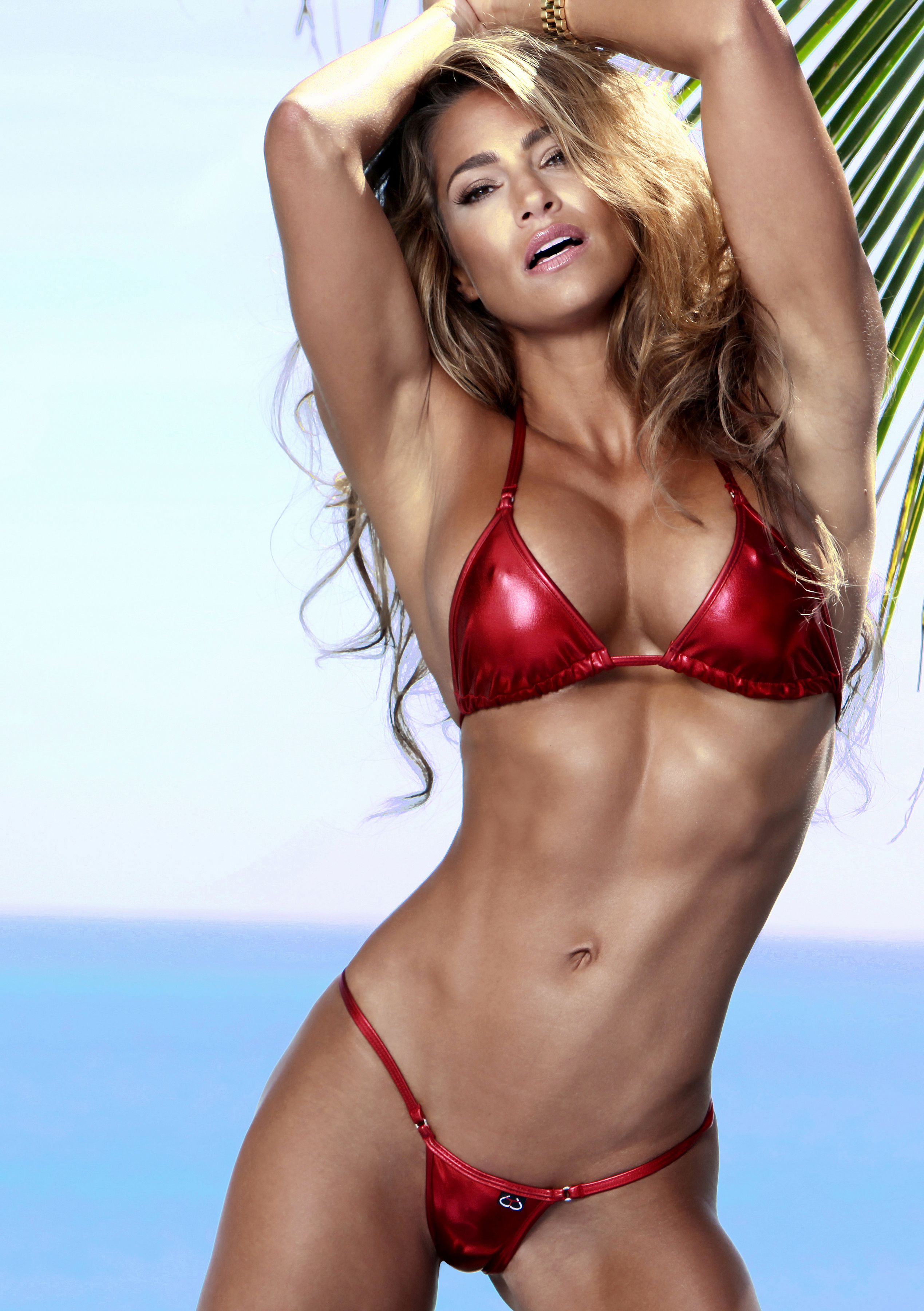
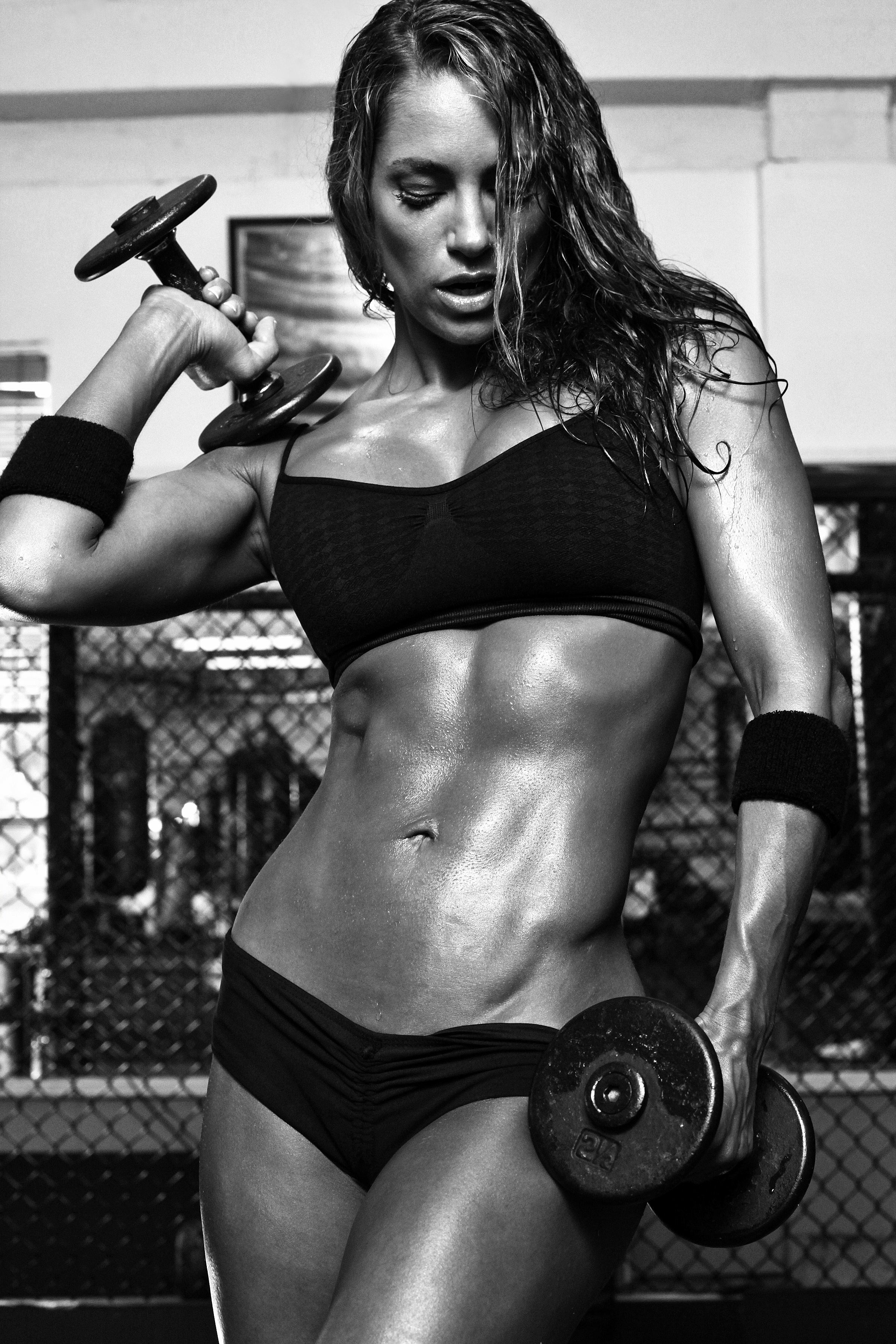